# Firuzabadi
 (novembre 2019).
Firuzabadi (en persan : فیروزآبادی) ou Abu al-Tahir Mohammad Ebrahim al-Shirazi al-Firuzabadi  (أبو طاهر مجد الدين محمد بن يعقوب بن محمد بن إبراهيم الشيرازي الفيروزآبادي) est un théologien et lexicographe iranien. Al-Firuzabadi est né en février ou avril 1326, Kāzerūn, Iran et il meurt le 13 janvier 1414 à Zabīd, Yemen.
Grand voyageur, il a enseigné et voyagé à Jérusalem (1349-59), en Égypte puis il s'installe à la Mecque (1368), où il reste 15 ans. Il est nommé en 1395 comme juge en chef (Cadi) du Yémen. 
Au cours de sa vie, al-Fīrūzābādī a écrit plus de 40 œuvres. Il est l'auteur, d’un dictionnaire de référence de la langue arabe, Al Qamus (القاموس),.